# Capilla de los Desamparados (Jerez de la Frontera)
La capilla del Refugio de Nuestra Señora de los Desamparados, más conocida como capilla de los Desamparados, se encuentra en Jerez de la Frontera (Andalucía, España).
Carente de alardes arquitectónicos, la capilla se caracteriza por mostrar una arquitectura barroca de líneas sencillas y apacibles.
Localizada actualmente en una zona limítrofe del barrio de San Pedro, también conocido como Albarizuela, en el momento de su construcción sobre una ermita levantada en 1604, se encontraba en un descampado a las afueras de la ciudad, cerca de lo que había sido el fonsario o cementerio judío de la judería jerezana.

## Historia

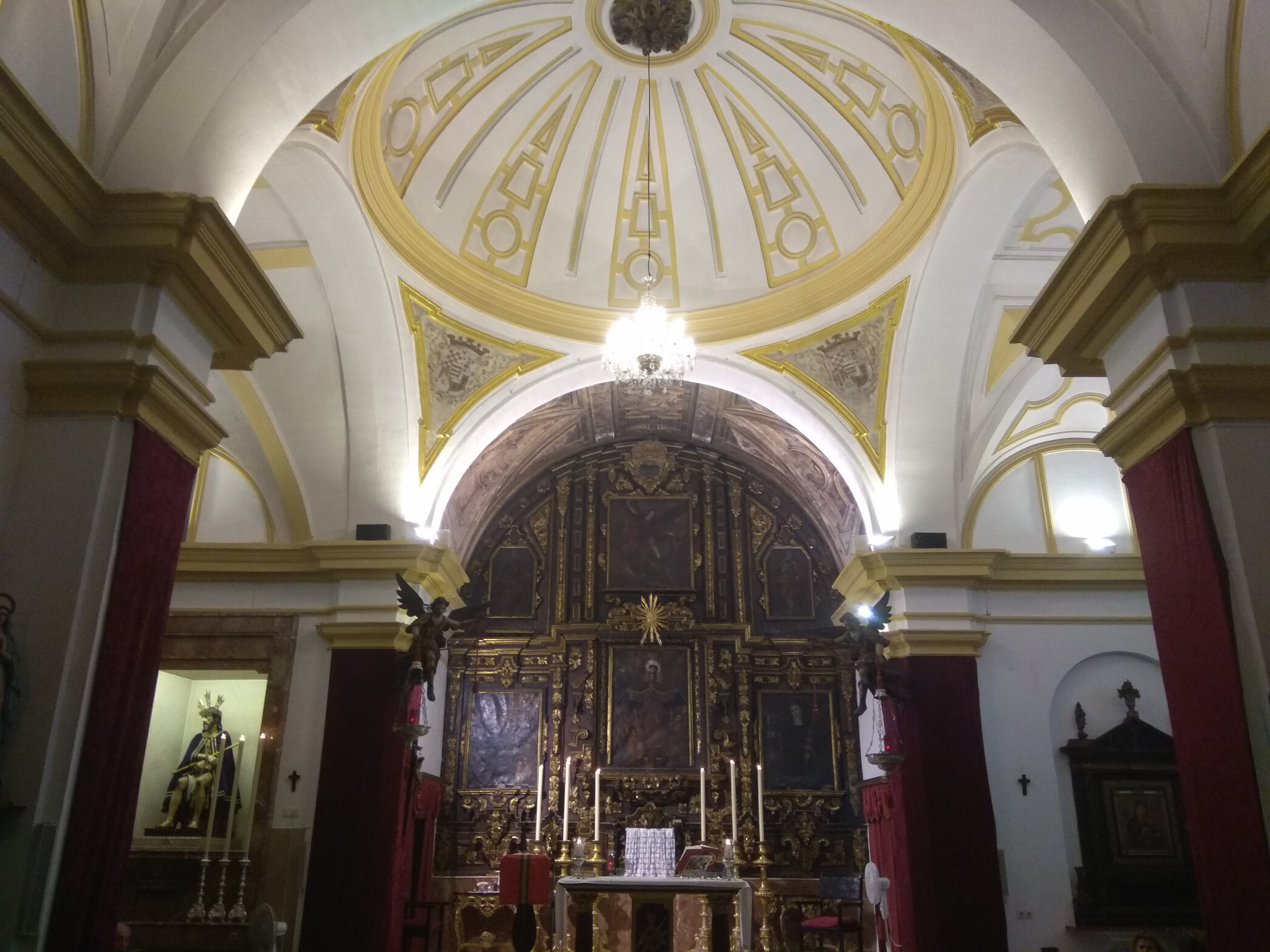
Interior

Situada en el camino a Arcos de la Frontera, se edificó en el siglo XVII una capilla, promovida por los hermanos de la Misericordia y costeada por la familia Villacreces. Los escudos de la familia aparecen en la fachada y en la cúpula.
Su construcción duró desde 1649 hasta 1690.
De escasas dimensiones, su exterior es de cal y portada de piedra palomera. En su interior, la capilla con planta de cruz griega tiene en la cabecera un retablo tallado y dorado de finales del siglo XVII, y contiene pinturas de Alférez Cordobés. 
En el interior se puede contemplar el retablo principal barroco, así como pinturas o esculturas de diversa cronología. 
En 1925, la familia Villacreces cedió la capilla a la Hermandad de Coronación de Espinas como sede de la cofradía.